# Schnabelkerfe

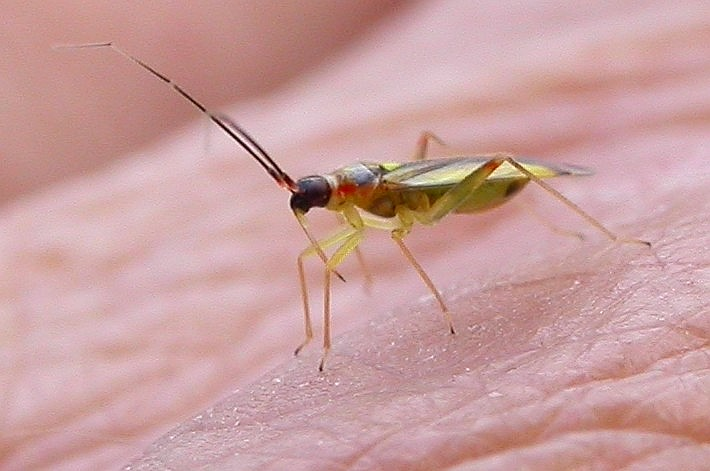
Campyloneura virgula, eine Weichwanze (Miridae)

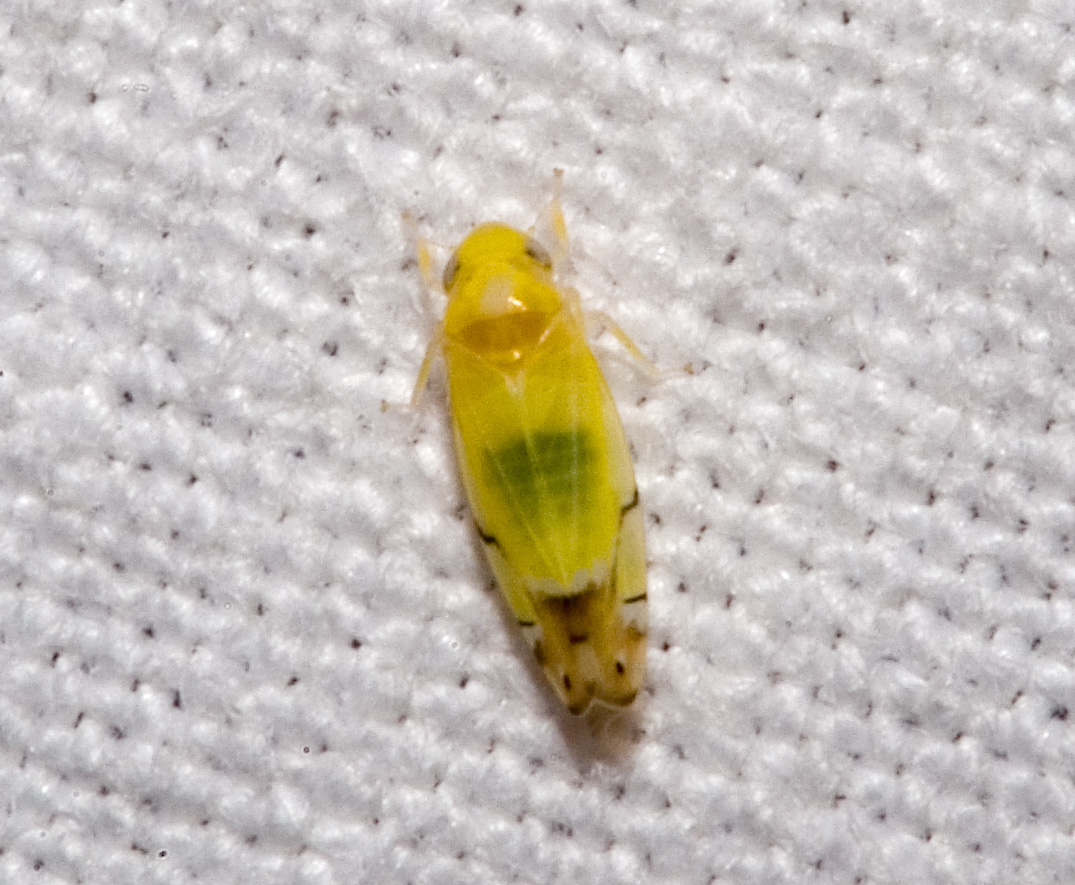
Schöne Elfenzikade (Eurhadina pulchella), eine Blattzikade (Typhlocybinae)

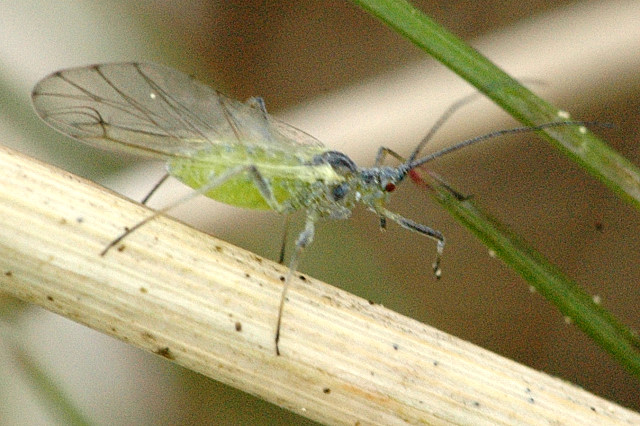
Myzus persicae, eine Röhrenblattlaus (Aphididae)

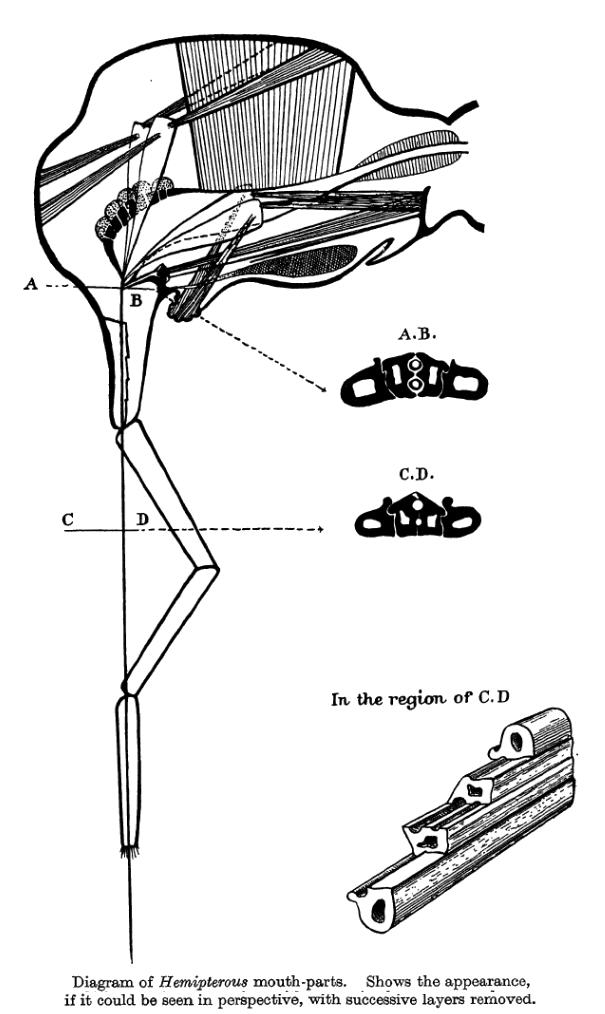
Mundwerkzeuge einer Wanze

Die Schnabelkerfe (Hemiptera, Rhynchota) sind eine Insekten-Ordnung innerhalb der Neuflügler (Neoptera). Die Encyclopedia of Entomology gab im Jahr 2008 die Zahl der beschriebenen Arten mit 82.000 an und schätzte die gesamte Artenzahl weltweit auf 200.000 Arten. Davon leben etwa 8000 in Europa und 2520 in Deutschland. Zu den Hemiptera zählen unter anderem die Großgruppen (Unterordnungen) der Pflanzenläuse, der Zikaden und der Wanzen. Die Arten sind in Gestalt, Färbung und Lebensweise sehr verschieden.

## Merkmale
Alle zu den Schnabelkerfen gehörenden Gruppen sind durch stechend-saugende Mundwerkzeuge gekennzeichnet: Die Unterlippe der Tiere ist als Gleitschiene für die aus den Mandibeln und Maxillen bestehenden Stechdornen ausgebildet. Innerhalb der Lacinien (einem Teil der Maxillen) verläuft ein Kanal, durch den gesaugt werden kann, sowie ein Speichelkanal, durch den Speichel in die Fraßstelle geleitet wird. Teile der Mundhöhle sind bei allen Schnabelkerfen zu einer Saugpumpe umgestaltet. Die Vorderbeine sind bei einigen Vertretern zu Raubbeinen umgebildet, bei anderen sind die Hinterbeine zu Ruder- oder Sprungbeinen entwickelt. Meist sind zwei Flügelpaare vorhanden. Gemeinsamkeiten sind im Aufbau der Flügelfelderung zu finden. Das Analfeld ist gegenüber dem Restflügel deutlich abgesetzt und der Radialsektor ist immer einästig.
Die Unterscheidung erwachsener Tiere der drei Großgruppen mitteleuropäischer Schnabelkerfe kann mit den in der Tabelle gegenübergestellten Merkmalen erfolgen:
| Merkmal                 | Zikaden (Auchenorrhyncha)                                                                                    | Wanzen (Heteroptera) | Pflanzenläuse (Sternorrhyncha) |
| ----------------------- | --- | --- | --- |
| Fuß (Tarsus)            | dreigliedrig, mindestens Mittel- und Hinterbeine                                                             | zwei- oder dreigliedrig | ein- oder zweigliedrig |
| Rüsselansatz (Rostrum)  | am „hinteren“ unteren Ende des Kopfes, direkt an der Kehle                                                   | meist am Vorderende des Kopfes | am „hintersten“ unteren Ende des Kopfes, scheinbar knapp vor oder nach der Hüfte des 1. Beinpaares                                       |
| Flügelhaltung           | dachförmig, Flügel stets vorhanden, zuweilen verkürzt                                                        | meist flach über dem Hinterleib zusammengelegt, gelegentlich fehlend, zuweilen verkürzt                                                                                          | dachförmig, oft fehlend |
| Vorderflügel            | Vorderflügel meist ganzer Fläche dünnhäutig (membranös) oder stark chitinisiert, nie strukturell zweigeteilt | Vorderflügel meist zweigeteilt aus einem stark chitinisierten basalen (Corium, Clavus) und einem dünnhäutigen und durchsichtigen apikalen Teil (Membran) bestehend (Hemielytron) | Vorderflügel dünnhäutig (membranös) |
| Fühler (Antennen)       | vergleichsweise kurz aus zwei kräftigen Grundgliedern und einer Geißel (Flagellum) bestehend                 | vier oder fünf meist kräftige Glieder | relativ lang, meist viergliedrig, aus mehr oder weniger gleichartigen Gliedern bestehend, zum Teil fehlend                               |
| Lebensweise, Lebensraum | nur in Landlebensräumen, überwiegend gutes Sprungvermögen                                                    | nur wenige Arten mit Sprungvermögen, in Landlebensräumen, auf der Wasseroberfläche und im Wasser                                                                                 | zum Teil festsitzend (Schildläuse), meist frei beweglich (Blattläuse), zum Teil mit Sprungvermögen (Blattflöhe), nur in Landlebensräumen |

## Systematik

### Externe Systematik
In der Kladistik wird die Ordnung der Schnabelkerfe der Ordnung der Fransenflügler (Thysanoptera) innerhalb der Condylognatha gegenübergestellt. Diese wiederum steht innerhalb der Acercaria den Psocodea gegenüber. Die Acercaria bilden vermutlich die dichotome Schwestergruppe der Bodenläuse (Zoraptera) innerhalb der Paraneoptera.
|               | Psocodea                                                   |
|               |                                                            |
| Condylognatha | \| \| Hemiptera \| \| \| \| \| \| Thysanoptera \| \| \| \| |
|               | \| \| Hemiptera \| \| \| \| \| \| Thysanoptera \| \| \| \| |
|               | Hemiptera                                                  |
|               |                                                            |
|               | Thysanoptera                                               |
|               |                                                            |

|  | Hemiptera    |
|  |              |
|  | Thysanoptera |
|  |              |

|               | Psocodea                                                   |
|               |                                                            |
| Condylognatha | \| \| Hemiptera \| \| \| \| \| \| Thysanoptera \| \| \| \| |
|               | \| \| Hemiptera \| \| \| \| \| \| Thysanoptera \| \| \| \| |
|               | Hemiptera                                                  |
|               |                                                            |
|               | Thysanoptera                                               |
|               |                                                            |

|  | Hemiptera    |
|  |              |
|  | Thysanoptera |
|  |              |

### Interne Systematik

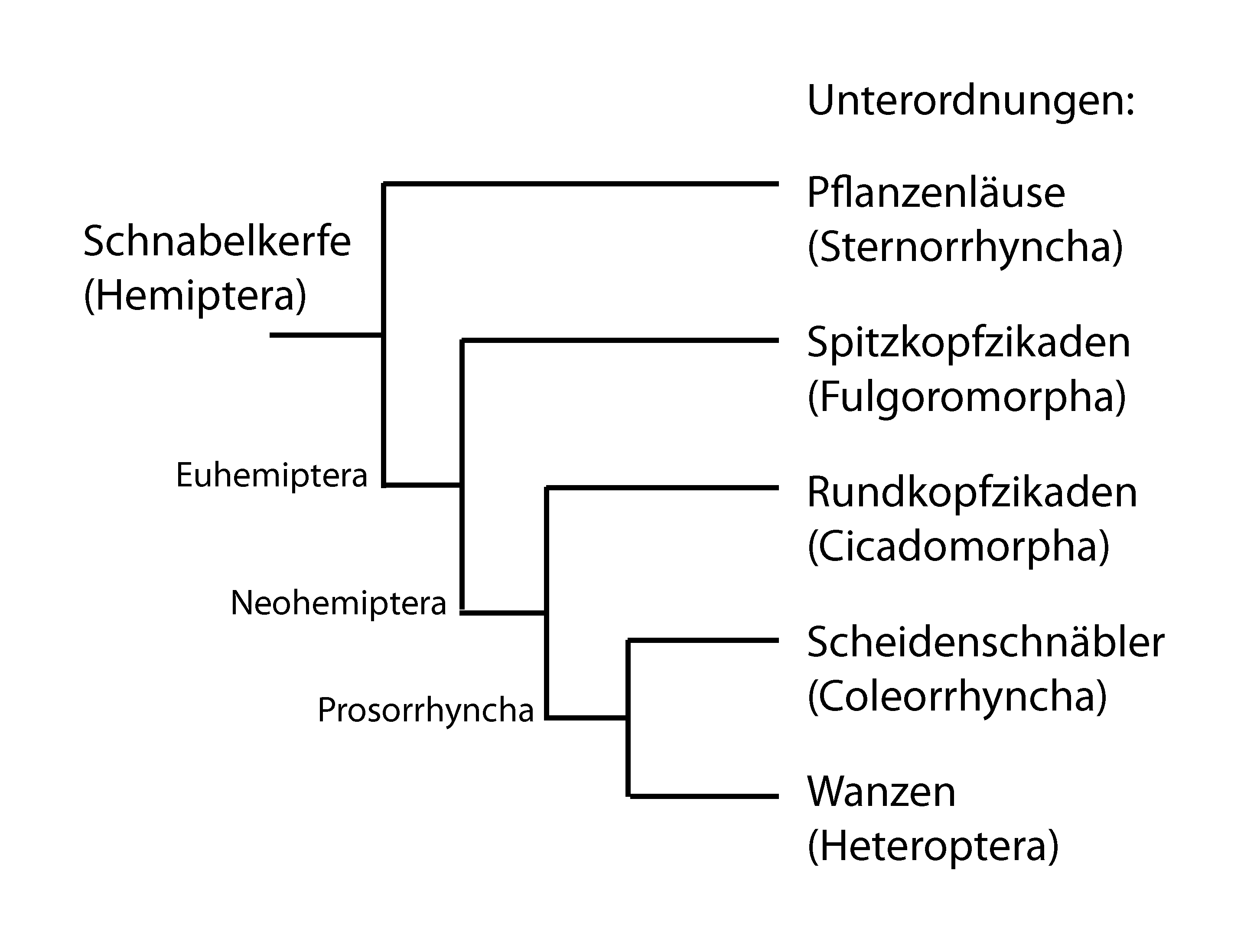
Kladogramm der Schnabelkerfe nach Bourgoin & Campbell 2002, verändert

Es handelt sich um eine äußerlich sehr diverse Gruppe. Sie wird in die Großgruppen Zikaden, Pflanzenläuse, Wanzen und Scheidenschnäbler (eine mit nur 25 Arten sehr kleine Reliktgruppe von gondwanisch, also auf den Kontinenten der Südhalbkugel verbreiteten Insekten) geteilt. Innerhalb der Schnabelkerfe sind vier beziehungsweise fünf monophyletische Gruppen, die meist als Unterordnungen aufgefasst werden, bekannt. Die verwandtschaftlichen Beziehungen zwischen diesen Gruppen sind noch nicht abschließend geklärt. Formell werden sie weiterhin als Unterordnungen gefasst.
Molekularbiologische Untersuchungen bestätigen, dass die Zikaden (Auchenorrhyncha) ein Paraphylum bilden. Die Gruppe wird danach in die zwei Unterordnungen: Rundkopfzikaden (Clypeorrhyncha = Cicadomorpha) und Spitzkopfzikaden (Archaeorrhyncha = Fulgoromorpha) geteilt. Letztere werden als näher verwandt mit den Wanzen (Heteroptera) gesehen.
Über den Status der Unterordnung bestehen bei den Wanzen und Scheidenschnäblern verschiedene Auffassungen. Traditionell werden sie jeweils als eigene Unterordnungen der Hemiptera gesehen. Verschiedene Bearbeiter fassen sie dagegen zu einer neuen gemeinsamen Unterordnung Prosorrhyncha (syn. Heteropteroidea, Heteropterodea) zusammen.
Die früheren Bezeichnungen „Homoptera“ und auch „Auchenorrhyncha“ sind als hinfällig aufzufassen.
Während die „Gleichflügler“ als Paraphylum als inzwischen ungültiges Taxon gelten, wird aus Gründen der Kontinuität letztere Bezeichnung für die Zikaden (noch) teilweise weiter eingesetzt.
- Rundkopfzikaden (Clypeorrhyncha = Cicadomorpha)
- Spitzkopfzikaden (Archaeorrhyncha = Fulgoromorpha)
- Prosorrhyncha
  - Wanzen (Heteroptera)
  - Scheidenschnäbler (Coleorrhyncha)
- Pflanzenläuse (Sternorrhyncha)